# José Luis Monge Recalde
José Luis Monge Recalde (Alhama de Aragón, comunitat de Calataiud, 1934) és un advocat i polític espanyol, senador per Navarra en les legislatures constituent i primera.

## Biografia
Estudià batxillerat a Bilbao i es llicencià en dret per la Universitat de Valladolid, on s'especialitzà en matèria laboral i sindical. Del 1961 al 1967 fou funcionari del Ministeri de Justícia, més tard inspector tècnic de treball (1967-1971) i director de personal de Potasas de Navarra el 1974-1976.
Membre del Partit Social Demòcrata, a les eleccions generals espanyoles de 1977 i 1979 fou escollit senador d'UCD per Navarra. A les eleccions generals espanyoles de 1982 no fou reelegit, però sí que fou escollit parlamentari foral a les eleccions al Parlament de Navarra de 1983 dins les llistes d'Alianza Popular.
Posteriorment ha estat president de l'Associació Navarresa d'Empresaris del Metall i membre del Consell d'Àrbitres del Tribunal Laboral de Navarra. També ha fet exposicions de pintura.

## Obres
- Técnicas de negociación colectiva: el decálogo del buen negociador, 2004.
- El encuadramiento en la seguridad social de los altos cargos societarios, 1998.
- Comentarios a la reforma laboral de 1994, 1994.
- La excedencia laboral en la jurisprudencia, 1987.
- Las relaciones laborales hoy, 1985.
- Las horas extraordinarias y la prolongaciones de jornada: su problemática legal y práctica, 1983